# Отаманівка
Отаманівка (до 1961 — Молодогвардійське, до 2024 — Молодогвардійськ) — місто в Україні, адміністративний центр однойменної міської громади Луганського району Луганської області. З 2014 року місто є  тимчасово окупованим.

## Загальні відомості
Населення переважно працює на вугільних шахтах Холдингової компанії «Краснодонвугілля».
На території Отаманівки — 2 поштових відділення:
- вул. Леніна, індекс 94415
- кв. Кошового, індекс 94418

## Географія
Загальна площа Отаманівки — 10 км². Довжина міста Отаманівка з півночі на південь — 3,2 км, зі сходу на захід — 2,7 км.
Місто розташоване в східній частині Донбасу, на відстані 4 км від Сорокиного. Географічно відноситься до степової зони.

## Історія
Виникнення міста зв'язане з початком промислового освоєння запасів коксівного вугілля у північно-західній частині Краснодонського геологічного району. Перші свердловини тут були пробурені в 1936 році. Широка розвідка вугільних пластів почалася в 1944 році. У 1949 році було закінчено розвідку пластів Атаманського комплексу для талівських шахт.
Одночасно з закладанням перших шахт виникло шахтарське селище Атаманівка. Спочатку тут будувалися одноповерхові будинки. Але бурхливий розвиток вугільної промисловості і широкий розмах шахтного будівництва обумовили швидке зростання селища. Рішення про будівництво міста Молодогвардійська було прийнято Міністерством вугільної промисловості СРСР у 1952 році. Взимку 1953 року були проведені геодезичні роботи з проектування міста на місцевості. А влітку 1954 року приступили до закладки вулиць. У 1955 році було закладено три чотириповерхових будинки і фундамент Палацу культури, а в 1957 році перших новоселів прийняли шість нових багатоквартирних будинків. Нове житлове селище отримало назву Соцмістечко (соціалістичне містечко).
У 1960 році селище будівництва шахт «Самсонівська» №1, №2 і «Талівська» №2 отримало назву Молодогвардійське на честь молодіжної підпільної організації часів Другої світової війни і віднесено до селищ міського типу — «Молодої гвардії». У 1961 році отримало статус міста і назву Молодогвардійськ. У 1965 році до Молодогвардійська приєднана Атаманівка.
З 2014 року місто є окупованим російською армією в ході війни на сході України.
10 квітня 2024 року Комітет Верховної Ради України з питань організації державної влади, місцевого самоврядування, регіонального розвитку та містобудування підтримав перейменування міста на Отаманівка.
19 вересня 2024 року Верховна Рада підтримала перейменування Молодогвардійська на Отаманівку. 26 вересня 2024 року перейменування набуло чинності.

## Населення

### Мовний склад

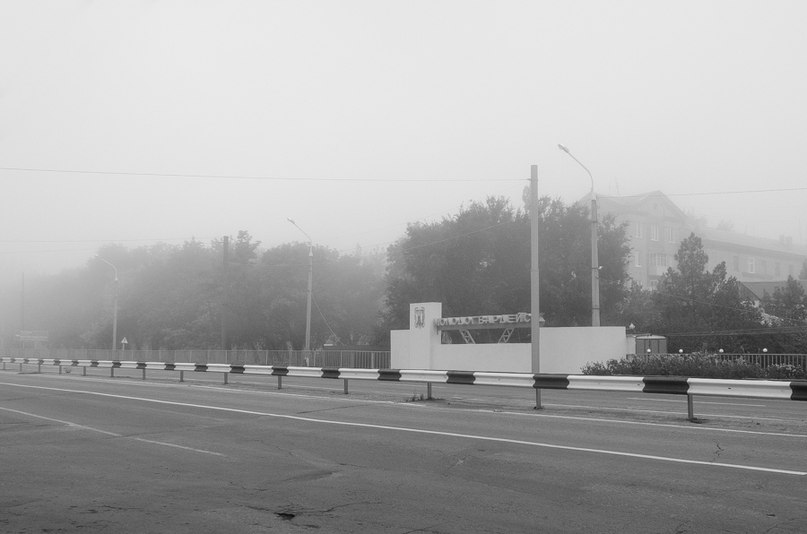

Розподіл населення за рідною мовою за даними перепису 2001 року:
| Мова            | Кількість | Відсоток |
| --------------- | --------- | -------- |
| російська       | 22730     | 88.60%   |
| українська      | 2792      | 10.88%   |
| білоруська      | 49        | 0.19%    |
| румунська       | 7         | 0.03%    |
| циганська       | 7         | 0.03%    |
| вірменська      | 6         | 0.02%    |
| болгарська      | 2         | 0.01%    |
| польська        | 2         | 0.01%    |
| інші/не вказали | 59        | 0.23%    |
| Усього          | 25654     | 100%     |

За даними перепису 2001 року населення смт становило 25 654 особи, з них 10,88 % зазначили рідною мову українську, 88,6 % — російську, а 0,52 % — іншу.

## Економіка
Див. Вугільна промисловість України
Видобування кам'яного вугілля (ВАТ «Краснодонвугілля»):
1. Шахта «Горіхівська»
2. Шахта імені 50-річчя СРСР
3. Шахта «Молодогвардійська»
4. Шахта «Самсонівська-Західна»

## Транспорт
Містом проходить E40М30.

## Соціальна сфера

### Освіта
Загальноосвітні навчальні заклади:
- Отаманівська загальноосвітня школа І-ІІІ ступенів № 7
- Отаманівська загальноосвітня школа І-ІІІ ступенів № 10
- Отаманівська загальноосвітня школа І-ІІІ ступенів № 21

Позашкільні навчальні заклади:
- Отаманівський центр дитячої творчості № 2
- Дитячо-юнацька спортивна школа № 2

Дошкільні навчальні заклади:
- Дошкільний навчальний заклад № 12 «Світлячок»
- Дошкільний навчальний заклад № 25 «Дюймовочка»
- Дошкільний навчальний заклад № 27 «Ладусі»
- Дошкільний навчальний заклад № 35 «Рябінушка»
- Дошкільний навчальний заклад № 51 «Струмочок»

## Уродженці
- Іванович Віталій Валентинович (1992—2017) — старший лейтенант Збройних сил України, учасник російсько-української війни.